# Leopold Blotnitzki
Leopold Stanislaus Blotnitzki (* 15. November 1817 in Warschau; † 23. Juni 1879 in Bern) war ein russisch-schweizerischer Eisenbahningenieur und Stadtplaner. Er war massgeblich an Eisenbahn- und Bauprojekten beteiligt und plante die erste grosse Stadterweiterung Genfs nach Schleifung der Festungsmauern.

## Biografie
Nach dem Besuch der Ingenieur-Kadettenschule in Sankt Petersburg leistete der junge Leopold praktische Arbeiten in Odessa, in München und studierte weiter in Berlin, Wien, München und London. Danach arbeitete er in Paris bei der Planung der Bahnlinie Wien-Prag mit.
1845 lernte Leopold Blotnitzki Karl von Etzel kennen und war mit ihm bei den Württembergischen Staatsbahnen in Stuttgart tätig. 1850 wurde er vom König von Württemberg mit der goldenen Medaille für Kunst und Wissenschaft ausgezeichnet.
Im Jahr 1852 zog Blotnitzki zusammen mit Etzel nach Basel, um den Bau der Centralbahn zu planen. Danach folgte die Projektierung des neuen Bahnhofs von Genf. 1853 erhielt Leopold als Nachfolger von Guillaume-Henri Dufour und Jules de Beaumont in Genf das Amt des Kantonsingenieurs, das er fast zehn Jahre behielt. In diesem Amt plante er 1854 bis 1855 die Stadterweiterungen am linken und rechten Seeufer, verdoppelte die Siedlungsfläche der Stadt Genf und baute zusammen mit Daniel Chantre die Mont-Blanc-Brücke. Nach der Projektierung der Bahnlinie Lausanne-Romont-Freiburg-Bern übernahm er 1856 die Oberbauleitung im Kanton Freiburg, musste aber 1859 wegen Bauverzögerungen von diesem Amt zurücktreten.
Von 1861 bis 1862 war er Experte des Bundesrates für die Rhonekorrektion und Wildbachverbauungen im Kanton Wallis und danach im Nebenamt von 1863 bis 1873 eidgenössischer Inspektor der Rhonekorrektion. Nach seiner Übersiedlung nach Thun projektierte und baute er zusammen mit Felix Wilhelm Kubly die eidgenössische Kaserne. Darauf folgte von 1863 bis 1865 der Bau des Sitzes der Eidgenössischen Bank am Bubenbergplatz in Bern.
1865 zog Blotnitzki nach Bern, wo er 1869 einen Bericht über die Auswirkungen des Föhns publizierte und Pläne zur Überbauung der Kleinen und der Grossen Schanze in Bern schuf. Danach folgten Studien zum Bau der Brünigbahn und er leitete die Bauarbeiten an der Bödelibahn. Als technischer Inspektor im neu geschaffenen Eisenbahn- und Handelsdepartement war er am Projekt für den Umbau des Kopfbahnhofs von Bern beteiligt. Nach seinem Rücktritt von diesem Amt befasste er sich mit Fragen des Baus und Betriebs von Strassenbahnen.

## Werke
- Stadterweiterungsplan linkes Seeufer, Genf, 1854
- Stadterweiterungsplan rechtes Seeufer, Genf, 1855
- Bâtiment Electoral, Genf, 1859 (Projekt)
- Pont du Mont-Blanc, Genf, 1961 (mit Daniel Chantre)
- Eidgenössische Bank, Bern, 1863–65 (heute UBS AG)